# Chlorophyll Kid
Chlorophyll Kid Fratm è un personaggio immaginario, un supereroe nell'Universo DC.

## Biografia del personaggio
Chlorophyll Kid nacque con il nome di Ral Benem sul pianeta Mardru. Da giovane, cadde accidentalmente in una tanica di siero idroponico che gli diede il potere di stimolare la crescita delle piante: può far crescere una pianta da un seme in pochi secondi. Ral può anche dirigere la crescita delle viti così che possano attorcigliarsi intorno a una persona, intrappolandola. A tua scopo, porta sempre con sé una varietà di semi da utilizzare in numerosi modi. Affermò anche di poter parlare con le piante. Ral possiede una vasta conoscenza riguardante tutte le specie e i tipi di piante e semi. Si presentò ai provini per diventare membro della Legione dei Super-Eroi, ma fu respinto quando la Legione decise che i suoi poteri non potevano essere utili in missione. Insieme ad altri numerosi respinti, aiutò a formare la Legione degli Eroi Sostituti.
Chlorophyll Kid comparve nell'auto conclusivo Legion of Super Heroes, dove fu raffigurato in una maniera più comica. In questa storia, sembrò aver messo su più peso.
Nella storia "Superman e la Legione dei Super-Eroi" presente in Action Comics, Chlorophyll Kid e i suoi compagni furono inviati a distrarre la rinnegata Justice League. Sembrò che Chlorophyll Kid ebbe un controllo molto maggiore sui suoi poteri, e sconfisse Storm Boy con successo. Ora, le sue mani prendevano la forma di pianta quando utilizzava i suoi poteri.

## In altri media
Chlorophyll Kid comparve negli episodi "Lightning Storm" e "The Substitute" della serie animata Legion of Super Heroes.